# Estatoreactor

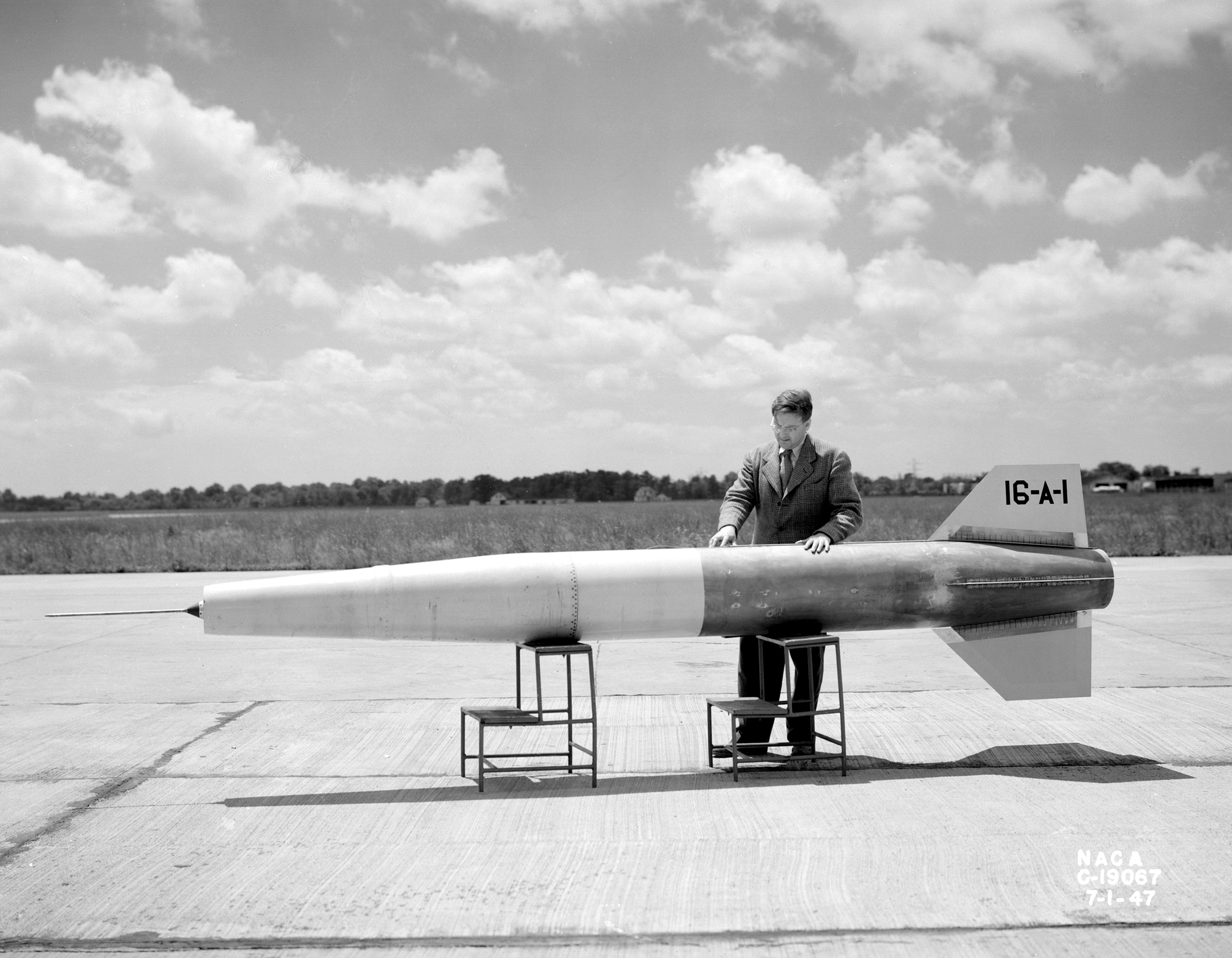
Un míssil de la NASA amb el concepte de l'estatoreactor.

Un  estatoreactor  (també conegut pel nom anglès:  ramjet ) és un tipus de motor de reacció que no té compressors i turbines, ja que la compressió es fa a causa de l'alta velocitat a la qual ha de funcionar. L'aire ja comprimit, se sotmet a un procés de combustió a la cambra de combustió i una expansió en la tovera d'escapament. El règim de treball d'aquest motor és continu.

## Concepte
Tecnològicament, l'estatoreactor és el més senzill dels motors de reacció, ja que no conté cap peça mòbil, a excepció de la bomba de combustible. Aquest està obert per ambdós extrems i només té toveres de combustible a la part central. Els components principals dels estatoreactors des de l'entrada fins a la fuita són: 
- El difusor d'entrada
- La cambra de combustió

## Funcionament

Diagrama esquemàtic mostrant els elements simples d'un estatoreactor en operació.

En primer lloc, l'aire es dirigeix cap a l'entrada del reactor, que està en moviment a gran velocitat, on resulta parcialment comprimit i augmenta la seva temperatura per l'efecte de pressió dinàmica. Si la velocitat a la que entra l'aire en el motor és prou alta, aquesta compressió pot ser suficient i el reactor podria funcionar sense compressor ni turbina.
El següent pas és el de la combustió de l'aire, el procés es realitza a la cambra de combustió, on hi ha una sèrie d'injectors que polvoritzen el combustible de manera contínua. Quan el combustible i l'aire es barregen en la cambra de combustió una sèrie de bugies encenen la barreja i comença la combustió, en què es produeix una gran quantitat de calor (uns 700 °C), per la qual cosa és necessari aïllar la cambra de combustió amb un recobriment ceràmic especial.
Finalment, els gasos resultants de la combustió surten a gran velocitat per la tovera d'escapament, la qual pot tenir dues formes: convergent o divergent. La principal diferència està en la seva utilització: les convergents són utilitzades per a la propulsió subsònica i les divergents per a la supersònica.

## Règim de funcionament
Els estatoreactors poden funcionar a partir de velocitats d'uns 300 km/h. Per tant, la principal aplicació de l'estatoreactor és la de propulsió addicional, després d'haver adquirit la velocitat que necessita per al seu funcionament.
Un estatoreactor ha de tenir una secció de difusió d'entrada amb la forma apropiada perquè l'aire entri a baixa velocitat i alta pressió en la secció de combustió. Això s'aconsegueix creant ones de xoc obliqües en el difusor d'entrada d'aire (per exemple, amb una secció cònica com a la figura). La seva tovera d'escapament també ha de tenir la forma adequada. Com el funcionament de l'estatoreactor depèn de la velocitat de l'aire en entrar-hi, un vehicle propulsat per aquest sistema ha de ser accelerat primer per altres mitjans fins a arribar a una velocitat prou elevada.